# 3274 Maillen
3274 Maillen (1981 QO2) là một tiểu hành tinh vành đai chính được phát hiện ngày 23 tháng 8 năm 1981 bởi H. Debehogne ở La Silla.